# Pipra aureola
El saltarín cabecinaranja (Pipra aureola), también denominado saltarín cabecianaranjado (en Venezuela) o saltarín de cabeza naranja, es una especie de ave paseriforme de la familia Pipridae perteneciente al género Pipra . Es nativo del norte de América del Sur.

## Distribución y hábitat
Se distribuye desde el noreste de Venezuela, por Guyana, Surinam y Guayana francesa hasta la parte oriental de la Amazonia brasileña y a lo largo del bajo y medio río Amazonas y bajo río Madeira.
Esta especie es considerada poco común  en sus hábitats naturales: el sotobosque de selvas de várzea y bosques pantanosos abajo de los 300 m s. n. m. de altitud.

## Sistemática

### Descripción original
La especie P. aureola fue descrita por primera vez por el naturalista sueco Carlos Linneo en 1758 bajo el nombre científico Parus aureola; la localidad tipo es «algún lugar de Sudamérica, cerca de la línea equinoccial, restringido posteriormente para Surinam».

### Etimología
El nombre genérico femenino «Pipra» deriva del griego «pipra, también piprō, piprōs o pipōn»: pequeña ave mencionada por Aristóteles y por otros autores, pero nunca adecuadamente identificada; y el nombre de la especie «aureola», del latín «aureolus» que significa ‘dorado’, ‘brillante’.

### Taxonomía
Es pariente cercana a Pipra fasciicauda y P. filicauda, con quienes forma una superespecie, las tres reemplazando una a la otra geográficamente. Pipra heterocerca P.L. Sclater, 1860 es un híbrido entre la presente y P. filicauda. Aparentemente ha hibridado también con Heterocercus linteatus (forma híbrida descrita como Pipra anomala Todd, 1925). Las subespecies aurantiicollis y borbae tal vez sería mejor si sinonimizadas con flavicollis, de quien se diferencian muy pobremente.

### Subespecies
Según las clasificaciones del Congreso Ornitológico Internacional (IOC) y Clements Checklist/eBird, se reconocen cuatro subespecies, con su correspondiente distribución geográfica:
- Pipra aureola aureola (Linnaeus, 1758) - este de Venezuela, las Guayanas y noreste de Brasil (Amapá, este de Pará).

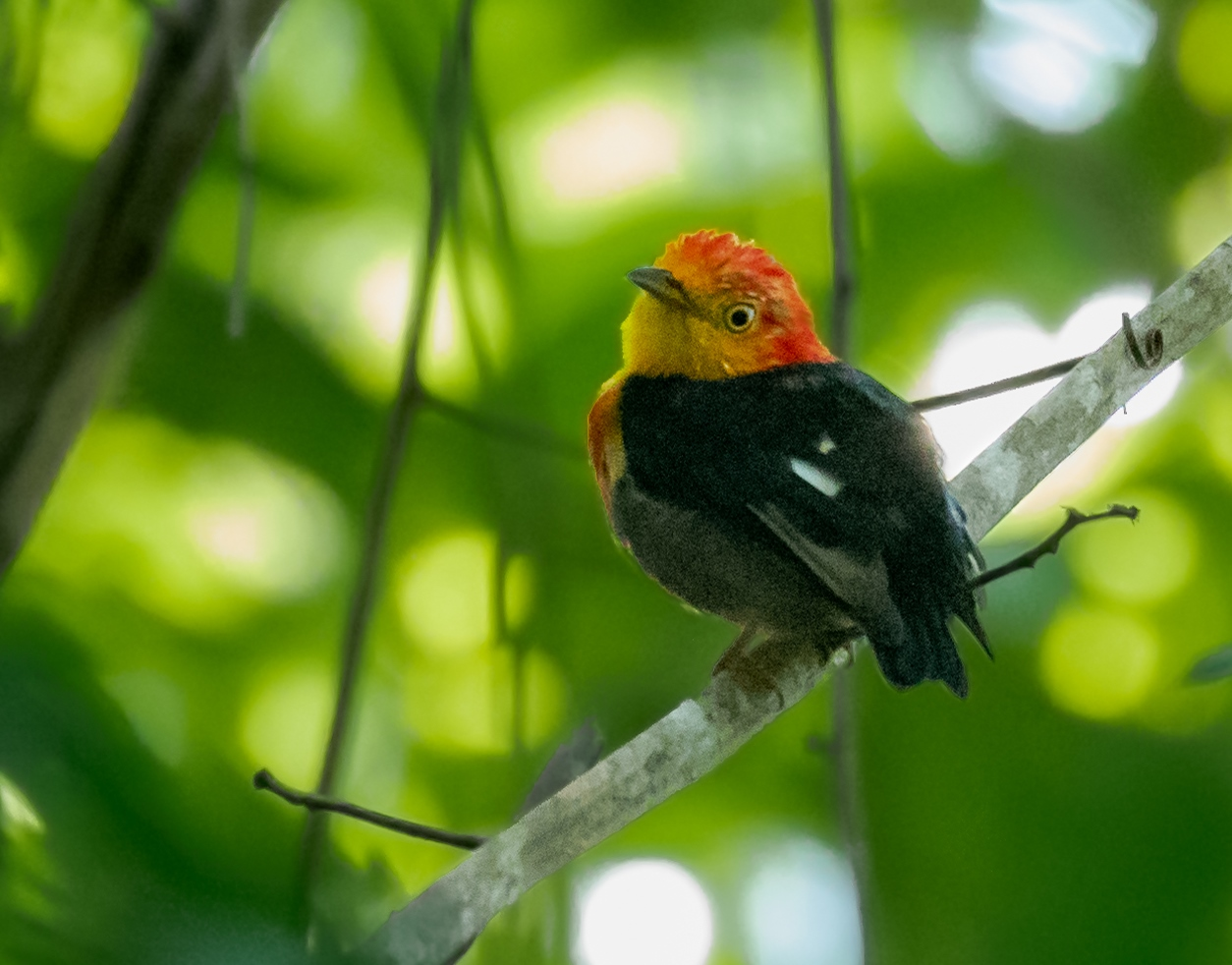
Pipra aureola flavicollis, Itacoatiara, Amazonas, Brasil.

- Pipra aureola flavicollis P.L. Sclater, 1851 - región del medio río Amazonas de Brasil, desde el río Negro hasta el río Maicuru.
- Pipra aureola aurantiicollis Todd, 1925 - región del bajo medio río Amazonas en el oeste de Pará (Brasil) (desde el río Tapajós hasta el Xingu).
- Pipra aureola borbae J.T. Zimmer, 1936 - a lo largo del río Madeira, en Brasil, desde Borba hasta Humaitá (estado de Amazonas).